# 二国間主義
二国間主義（にこくかんしゅぎ、英語: Bilateralism）とは、2つの主権国家間の政治的、経済的、文化的関係から成る。二国間主義の例としては二国間の自由貿易協定がある。二国間主義は国家が単独で行動を行う単独行動主義、もしくは多国間で協定による外交を行う多国間主義と特に比較されやすい。一般的に2つの国家が互いを主権国家として認識し外交関係発展について合意している場合、2つの国家は政治的・経済的・文化的な様々な局面において対話や協力を行うことができるように、互いの国へと特命全権大使のような外交官を派遣する。

## 例
1. オーストラリアとカナダは二国間関係を結んでいる。この2つの国家は似たような政府組織を持ち、近しい価値観を共有している。（しかし、これらの事実は二国間協定の必要条件というわけではない。）1895年、カナダ政府は貿易委員会を設置するためジョン・ラーク（英語版）をシドニーへと派遣した、1935年、カナダは二国間で公式な国交を樹立させるためチャールズ・バーチェル（英語版）（オーストラリア初のカナダ人高等弁務官）を派遣した[1]。両国は第二次世界大戦以降何回にも渡って共に戦い、両国の貿易関係・経済関係の絆は強固なものとなっている。
2. インドとネパールはブッダが誕生した紀元前544年[要出典]より以前の古代より二国間の関係を結んでいた。現代において、このような伝統的な関係は文面としての条約により承認されるものとなっている。インド・ネパール平和友好条約（英語版）は1950年7月に締結された。両国の市民はパスポートやビザなしに自由のお互いの国の国境を行き来することができ、どちらの国においても財産所有、労働、生活が可能である。Gurkhasはインド陸軍の一部を形成している。何百万人ものネパール人が長期間に渡りインドで生活している。

## 歴史
二国間主義と多国間主義のどちらが優れているかという点に関しては、これまで多くの議論がなされてきた。初めて二国間主義の拒否が行われたのは第一次世界大戦後すぐのことであり、多くの政治家が戦前の二国間条約による複雑な利害対立により戦争は不可避であったと結論付けた。これは多国間主義の台頭を促し、国際連盟の設立へと結びついた。
二国間貿易に対する似たような反応は大恐慌後起こり、当時このような貿易を推し進めることは景気後退を深刻化させる税率の上昇という悪循環を招くだけであるという主張がなされていた。従って、第二次世界大戦後、西側諸国は関税および貿易に関する一般協定（GATT）のような多国間の貿易協定を結ぶこととなった。
国際連合や世界貿易機関のような現代的な多国間協定は高い機能を備えているが、依然として多くの外交関係は二国間で結ばれている。二国間主義には妥協の産物として機能することが多い多国間協定にはない柔軟性や協定運用の容易さを有する。加えて、影響力・資源・経済・軍の装備・技術などの不均衡は二国間の外交を行う中でより力を持つ国が利用しやすいものとなっている。影響力の大きい国は各国が1票の投票権を持ち、多国間の総意により運営が行われる多国間外交と比べ、二国間主義がより利用しやすいと考える。